# Köln, Dombibliothek, Cod. 213
Die Handschrift Köln, Dombibliothek, Cod. 213 ist ein Codex, der eine Abschrift der Collectio Sanblasiana enthält. Die Handschrift wurde im 8. Jahrhundert in Northumbria geschrieben und gilt als eine der prächtigsten Rechtshandschriften des Frühmittelalters.

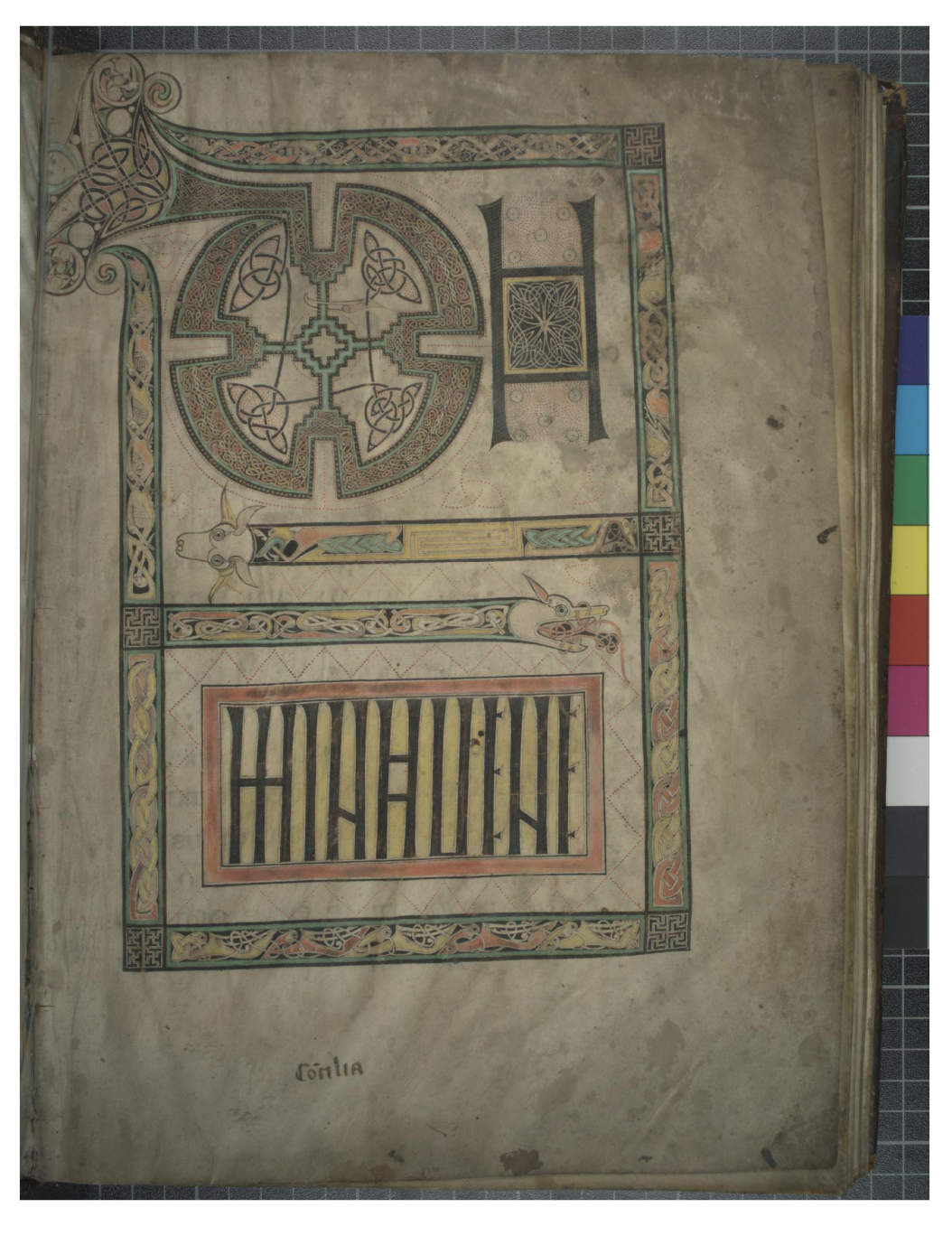
Beginn der Collectio Sanblasiana in der Handschrift Köln, Dombibliothek, Cod. 213, fol. 1r.

Die ältere Forschung ging durchgehend von einer insularen Entstehung aus und verglich die Ausstattung mit Werken wie dem Evangeliar von Lindisfarne. Rosamund McKitterick schlug eine Entstehung in einem kontinentalen Skriptorium (Echternach?) vor, konnte sich damit aber in der Forschung nicht durchsetzen. Elliot nennt Köln, Dombibliothek, Cod. 213 zusammen mit Paris, BnF,  lat. 3836 die mit Abstand spektakulärsten und wertvollsten kanonistischen Handschriften des Frühmittelalters („by far the most spectacular and precious canon law manuscript to survive from the early medieval West“). Viele Seiten sind durch schmuckvolle Initialen, großzügig verwendete farbige Tinte, Auszeichnungsschriften und andere Schmuckelemente gestaltet. Die Handschrift enthält sowohl altenglische als auch althochdeutsche Griffelglossen, was höchstwahrscheinlich damit zu erklären ist, dass die Handschrift aus einem insularen Skriptorium stammt, aber dann (mit Missionaren?) nach Kontinentaleuropa gelangte.